# Crassula glomerata
Crassula glomerata är en fetbladsväxtart som beskrevs av Berg.. Crassula glomerata ingår i släktet krassulor, och familjen fetbladsväxter. Inga underarter finns listade i Catalogue of Life.